# Puerto Asís
Puerto Asís là một khu tự quản thuộc tỉnh Putumayo, Colombia. Thủ phủ của khu tự quản Puerto Asís đóng tại Puerto Asís Khu tự quản Puerto Asís có diện tích 2160 ki lô mét vuông. Đến thời điểm ngày 28 tháng 5 năm 2005, khu tự quản Puerto Asís có dân số 38010 người.